# Ten Commandments (album)
Ten Commandments (Chinees: 十誡) is een album van de Cantopopzangeres Sammi Cheng. Het is opgenomen in 1993 en uitgegeven in april van hetzelfde jaar.

## Tracklist
1. 十誡
2. 可否一生記住我
3. 愛的天際
4. 為我著想
5. 薩拉熱窩的羅密歐與茱麗葉
6. 熱愛島
7. 失戀多一次
8. 飛
9. 非一般愛火 (非一般Remix)
10. 十誡 (禁忌的遊戲)